# 圣莱奥纳尔
圣莱奥纳尔（法語：Saint-Léonard，法語發音：[sɛ̃ leɔnaʁ] ⓘ）是法国上法兰西大区加来海峡省的一个市镇，位于该省西部，滨海布洛涅市区以南，属于滨海布洛涅区。

## 地理
圣莱奥纳尔（50°41'26"N, 1°37'27"E）面积3.4 平方千米，位于法国上法蘭西大區加来海峡省，该省份为法国北部沿海省份，西北濒北海，南至索姆省，东临北部省。
与圣莱奥纳尔接壤的市镇（或旧市镇、城区）包括：圣马丹布洛涅、埃尚冈、伊斯克、乌特罗、圣艾蒂安欧蒙。

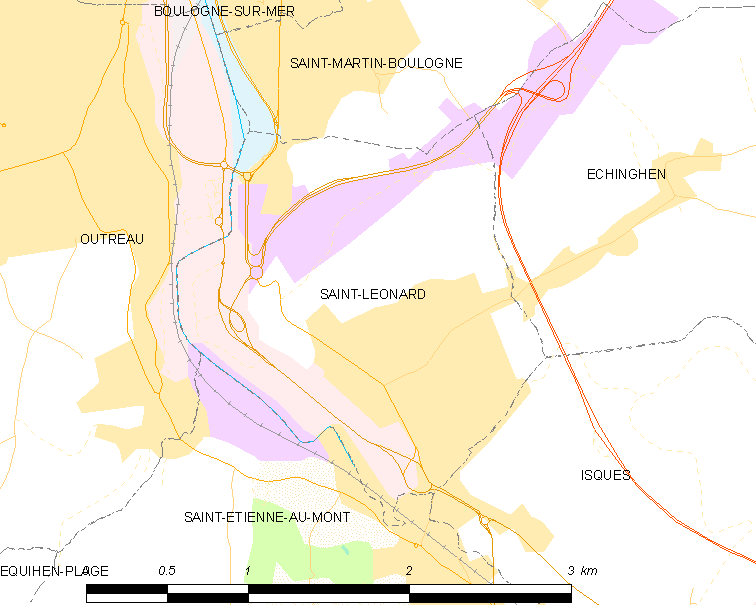
圣莱奥纳尔的OSM定位图

圣莱奥纳尔的时区为UTC+01:00、UTC+02:00（夏令时）。

## 行政
圣莱奥纳尔的邮政编码为62360，INSEE市镇编码为62755。

## 政治
圣莱奥纳尔所属的省级选区为乌特罗县。

## 人口

1962-2008年间圣莱奥纳尔人口变化图示

圣莱奥纳尔于2022年1月1日时的人口数量为3346人。